# 遠地輝武
遠地 輝武（おんち てるたけ、1901年4月21日 - 1967年6月14日）は、日本の詩人・美術評論家。

## 概要
本名: 木村 重夫。兵庫県飾磨郡八幡村(現・姫路市)生まれ。日本美術学校卒。1925年に第1詩集「夢と白骨との接吻」を刊行するが発禁となる。1930年プロレタリア詩人会の創設に参加。戦争中は美術活動をし、戦後は1946年に日本共産党に入党し、新日本文学会に参加。本名で美術評論を書いた。

## 著書
- 『石川啄木の研究』改造社 1934
- 『近代日本詩の史的展望』耕進社 1934
- 『川端龍子論』木村重夫 塔影社 1942
- 『現代日本画家論』木村重夫 多摩書房 1942
- 『レオナルド・ダ・ヴィンチ 偉業と生涯』木村重夫 綜合美術研究所 1943
- 『国画の形成』木村重夫 綜合美術研究所 1944
- 『新鋭の日本画家』木村重夫 時の美術社 1955
- 『心象詩集』昭森社 1955
- 『日本近代美術史』木村重夫 造形芸術研究会 1957
- 『現代詩の体験 社会社派の歴史と鑑賞』酒井書店 1957
- 『現代日本詩史』昭森社 1958
- 『生々流転の研究』木村重夫 近代美術研究会 1959
- 『小杉放菴 隠遁画家の生涯と画業』木村重夫 造形社 1960
- 『癌 遠地輝武詩集』新日本詩人社 1960
- 『遠地輝武詩集』新日本詩人社 1961
- 『現代絵画の四季 美術エッセイ集』木村重夫 近代美術研究会 1964
- 『千光前町25番地 遠地輝武詩集』新日本詩人社 1967

共編
- 『日本解放詩集』壷井繁治共編 飯塚書店 1950

## 研究書
- 『遠地輝武研究』新日本詩人社 1968
- 野口清子編『遠地輝武研究』遠地輝武研究会 1980
- 市川宏三編著『夢前川の河童 詩人・遠地輝武の生涯』姫路文庫 神戸新聞総合出版センター 1994